# Twardówka anyżkowa

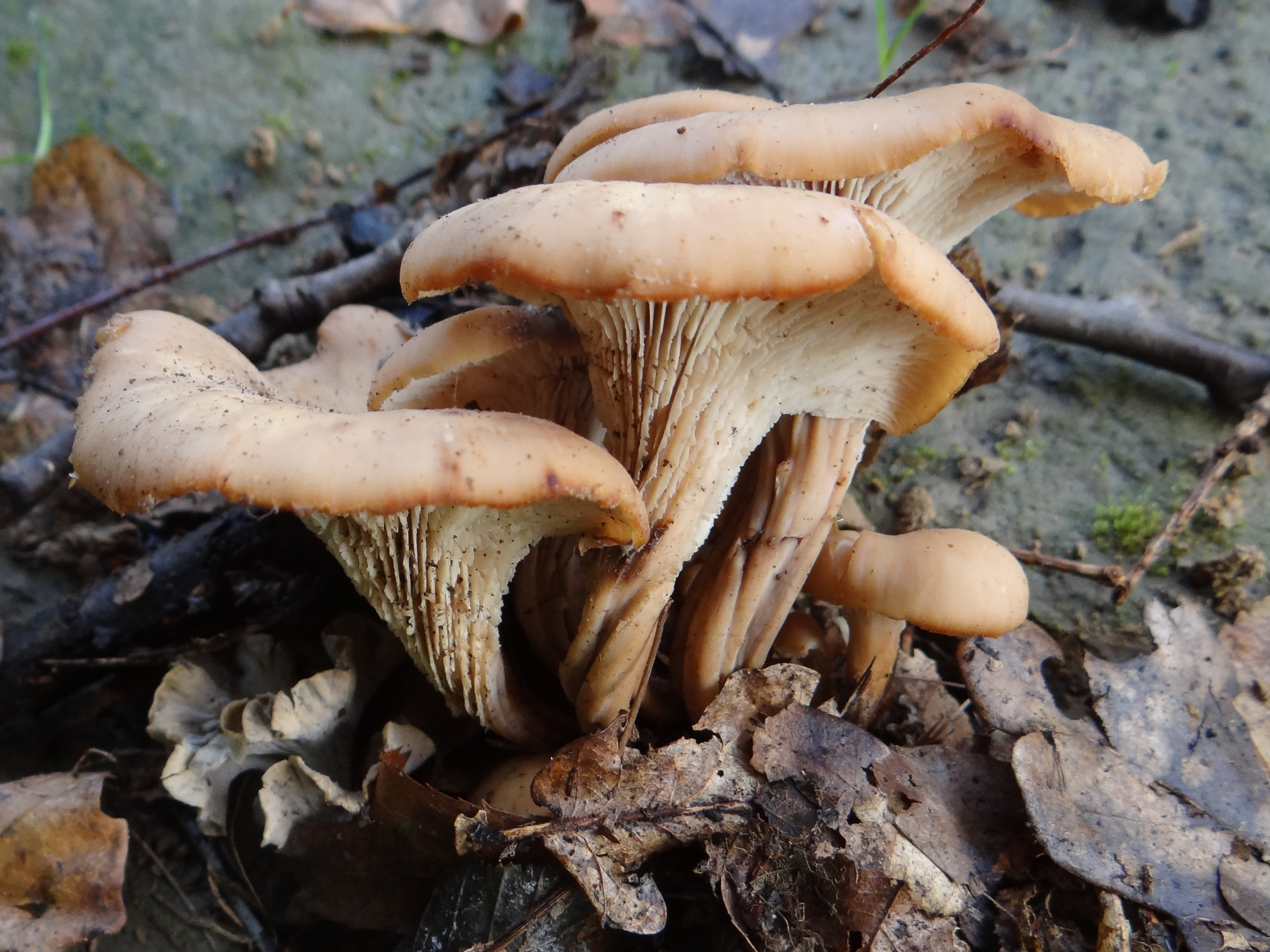

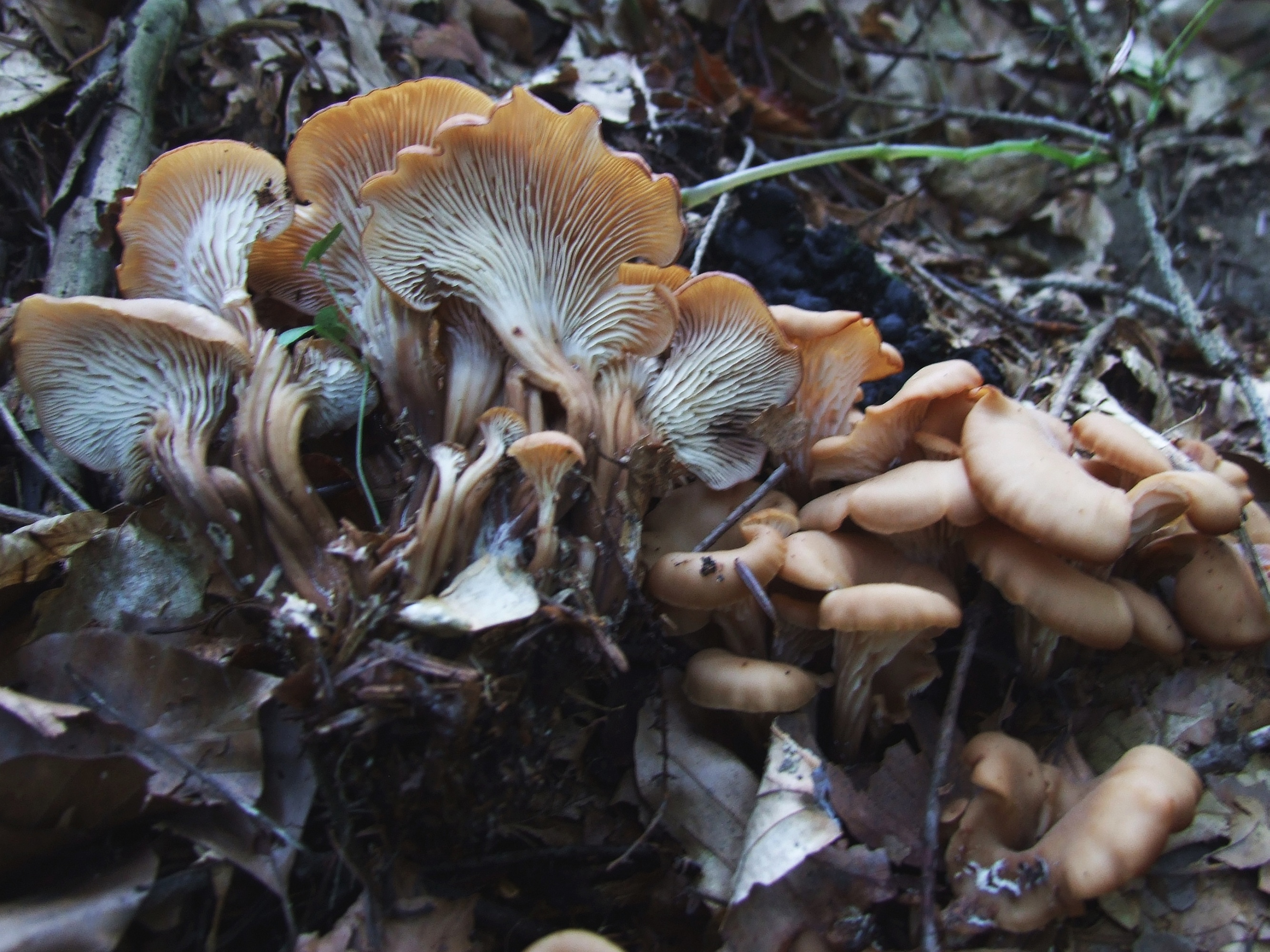
Grupa młodych grzybów

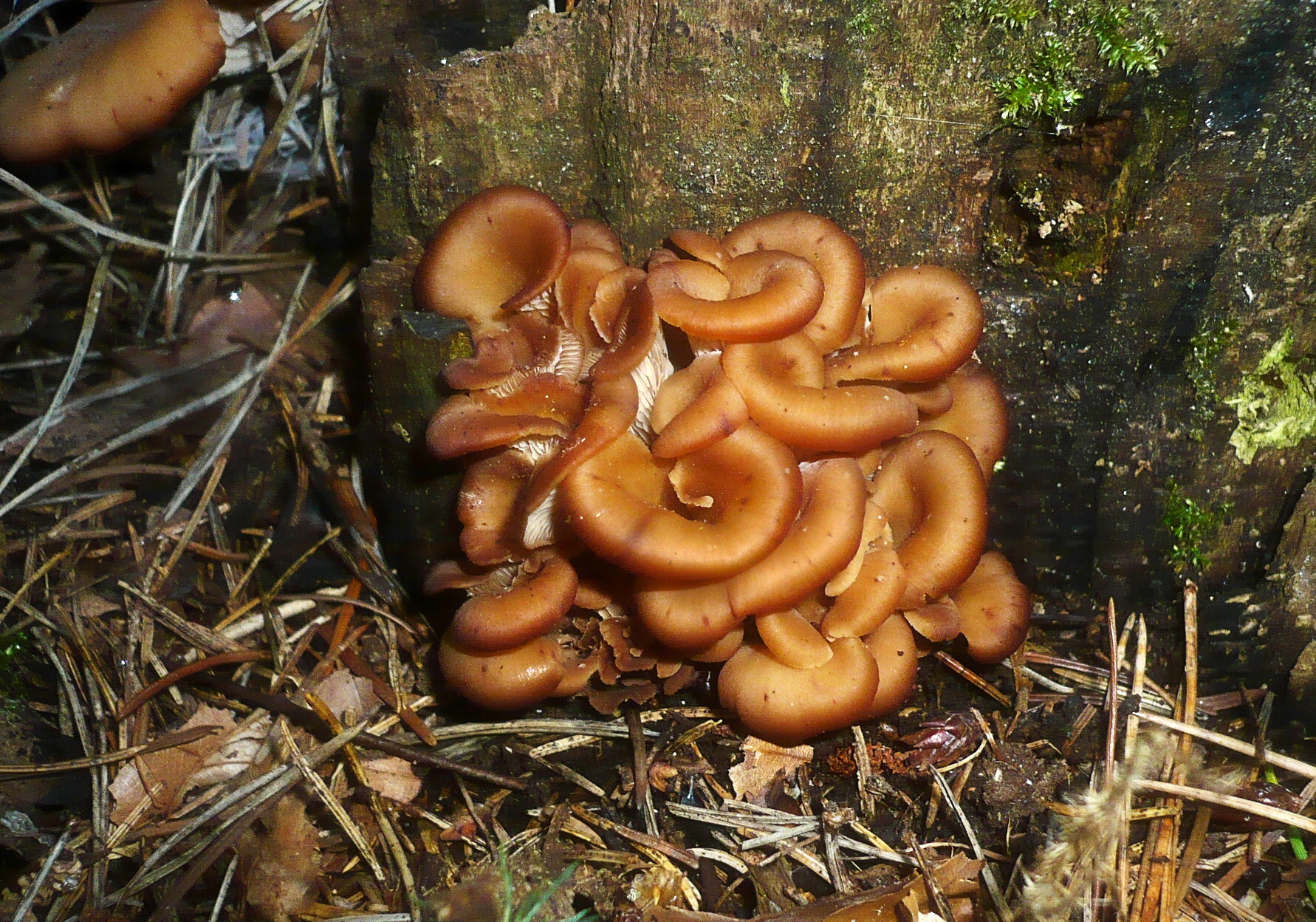

Twardówka anyżkowa (Lentinellus cochleatus (Pers.) P. Karrst.) – gatunek grzybów należący do rodziny szyszkogłówkowatych.

## Nazewnictwo
Pozycja w klasyfikacji według Index Fungorum: Lentinellus, Auriscalpiaceae, Russulales, Incertae sedis, Agaricomycetes, Agaricomycotina, Basidiomycota, Fungi.
Po raz pierwszy takson ten zdiagnozował w 1793 r. Christian Hendrik Persoon nadając mu nazwę Agaricus cochleatus. Obecną, uznaną przez Index Fungorum nazwę nadał mu w 1879 r. Petter Adolf Karsten, przenosząc go do rodzaju Lentinellus.
Nazwę polską podał Władysław Wojewoda w 2003 r. W polskim piśmiennictwie mykologicznym gatunek ten ma też inne nazwy: łyczak muszlowy, twardówka muszlowata.
Synonimy naukowe:
Agaricus cochleatus Pers.
Agaricus cochleatus Secr.
Agaricus cochleatus Pers., var. cochleatus
Agaricus cochleatus var. cornucopioides (Bolton) Pers
Agaricus confluens Sowerby
Agaricus cornucopioides Bolton
Clavicorona dryophila Maas Geest.
Clitocybe cochleata (Pers. ex Hoffm.) P. Kumm.
Lentinellus cochleatus var. inolens Konrad & Maubl.
Lentinellus cornucopioides (Bolton) Murrill
Lentinellus marcelianus P.-A. Moreau & P. Roux
Lentinus cochleatus (Pers.) Fr.
Lentinus cornucopioides (Bolton) Klotzsch
Lentinus friabilis Fr.
Merulius cornucopioides (Bolton) With.
Omphalia cochleata (Pers.) Gray
Omphalia cochleata var. cornucopioides (Bolton) Gray
Pocillaria cochleata (Pers.) Kuntze
Pocillaria friabilis (Fr.) Kuntze.

## Morfologia
Kapelusz
Średnica 2–7 cm, kolor początkowo mięsnobrązowy, później brązowoczerwonawy, a u starszych okazów żółtobrązowy lub ochrowy. Za młodu jest lejkowaty lub różkowaty, później staje się muszlowaty, łopatkowaty lub blaszkowaty. Jest nagi, cienki, sprężysty i delikatnie pomarszczony. Często ma nieregularnie powyginane brzegi.
Trzon
Wysokość 2–8 cm, grubość 5–10 mm, kolor mięsnoczerwonawy a dołem czerwonobrązowy. Zazwyczaj jest ekscentryczny, tzn. nie jest osadzony dokładnie na środku kapelusza, lecz nieco z boku. Jest pełny, żebrowato pomarszczony, nagi i sprężysty. Często trzony sąsiednich owocników są pozrastane.
Blaszki
Początkowo białawe, później brązowawe, głęboko zbiegające po trzonie aż do jego nasady. Mają ząbkowane lub karbowane ostrze.
Miąższ
Kolor biały do mięsnobrązowego. Jest twardy, sprężysty i ma anyżkowy zapach i łagodny smak.
Wysyp zarodników
Biały. Zarodniki: 4 – 6 × 4 μm, niemal kuliste, delikatnie punktowane.

## Występowanie i siedlisko
Opisano występowanie tego gatunku w Europie, Ameryce Północnej i Środkowej, Australii i Japonii. W Europie Środkowej jest wszędzie pospolity. Również w Polsce jest częsty.
Grzyb saprotroficzny. Rośnie w lasach liściastych i mieszanych, na starych pniach drzew, na korzeniach drzew i leżących na ziemi gałęziach drzew liściastych, rzadko na drzewach iglastych. Zawsze występuje gromadnie. Czasami pozornie rośnie na ziemi, jednak faktycznie jej grzybnia rozwija się na zagrzebanych w ziemi gałązkach lub korzeniach drzew. Częściej występuje na glebach zasadowych.

## Znaczenie
Saprotrof. Nie jest trująca. Według niektórych autorów nadaje się do spożycia, ale tylko młode osobniki, starsze stają się łykowate i niesmaczne. Według innych autorów ze względu na łykowaty miąższ w zasadzie nie nadaje się do jedzenia.

## Gatunki podobne
W Polsce występują jeszcze: twardówka wachlarzowata (Lentinellus flabelliformis). twardówka filcowata (Lentinellus ursinus) i twardówka lisia (Lentinellus vulpinus). Wszystkie te gatunki różnią się od twardówki muszlowatej brakiem anyżkowatego zapachu.